# Прямая Балка
Прямая Балка — село в Дубовском районе Волгоградской области, административный центр и единственный населённый пункт Прямобалкинского сельского поселения.
Население - 585 (2021)

## История
Основано в 1827 году. Заселено государственными крестьянами из Тамбовской, Воронежской и Пензенской губерний. Относилось к Ивановской волости Царицынского уезда Саратовской губернии. При заселении крестьянам было отведено 1359 десятин земли. Крестьяне занимались хлебопашеством и бахчеводством. В 1894 году в селе имелись 1 часовня, 6 мельниц, 1 кабак. Надельной земли - 1318 десятин пашни, 41 десятина лесу, неудобной - 582 десятины.
В 1919 году село в составе Царицынского уезда включено в состав Царицынской губернии.
С 1928 года в составе Дубовского района Нижне-Волжского края (с 1934 года Сталинградского края, с 1936 года - Сталинградской области, с 1962 года - Волгоградской области).

## География
Село расположено в степи в пределах Приволжской возвышенности, относящейся к Восточно-Европейской равнине, на правом берегу реки Оленья (балка Прямая), на высоте около 110 метров над уровнем моря. Рельеф местности холмисто-равнинный, развита овражно-балочная сеть. Почвы - каштановые. Почвообразующие породы - глины и суглинки.
По автомобильным дорогам расстояние до областного центра города Волгограда составляет 85 км, до районного центра города Дубовка - 31 км.
Климат
Климат умеренный континентальный с жарким летом и малоснежной, иногда с большими холодами, зимой. Согласно классификации климатов Кёппена климат характеризуется как влажный континентальный (индекс Dfa). Температура воздуха имеет резко выраженный годовой ход. Среднегодовая температура положительная и составляет +7,6 °С, средняя температура января -8,4 °С, июля +23,6 °С. Расчётная многолетняя норма осадков - 399 мм, наибольшее количество осадков выпадает в июне (45 мм), наименьшее в марте (22 мм). 
Часовой пояс
Прямая Балка, как и вся Волгоградская область, находится в часовой зоне МСК (московское время). Смещение применяемого времени относительно UTC составляет +3:00.

## Население
Динамика численности населения
| 1860 | 1882 | 1891 | 1894 | 1897 | 1898 | 1911 | 1987 | 2002 |
| ---- | ---- | ---- | ---- | ---- | ---- | ---- | ---- | ---- |
| 318  | 591  | 826  | 714  | 778  | 748  | 942  | ≈680 | 703  |

| 2010 | 2012 | 2013 | 2014 | 2015 | 2016 | 2017 |
| ---- | ---- | ---- | ---- | ---- | ---- | ---- |
| 645  | ↗647 | ↘633 | ↘631 | ↘626 | ↘615 | ↘614 |
| 2018 | 2019 | 2020 | 2021 |      |      |      |
| ↘599 | ↘589 | ↗601 | ↘585 |      |      |      |